# Adri van Houwelingen
Ne doit pas être confondu avec Arie van Houwelingen.
Adriaan (Adri) van Houwelingen (né le 27 octobre 1953 à Heesselt) est un ancien coureur cycliste et directeur sportif néerlandais. Il est actuellement directeur sportif de l'équipe Metec-TKH-Mantel.

## Biographie
Coureur professionnel de 1978 à 1987, il a été vainqueur d'étape sur le Tour de France et le Tour d'Espagne et a remporté le Tour des Pays-Bas. Directeur sportif de l'équipe Rabobank entre 1996 et 2012, il exerce maintenant cette fonction au sein de l'équipe Metec-TKH-Mantel.

## Palmarès

### Palmarès amateur
- 1974
  - Ronde van Midden-Nederland
  - 3e de la Flèche du Sud
- 1975
  - 2e du Ronde van Midden-Nederland
- 1976
  - Tour de Hollande-Septentrionale :
    - Classement général
    - 2e et 3ea (contre-la-montre) étapes

  - 1re étape de l'Olympia's Tour
  - 2e de l'Omloop van de Braakman
- 1978
  - 3ea étape du Tour de Hollande-Septentrionale

### Palmarès professionnel
- 1978
  - 3ea étape du Tour de Hollande-Septentrionale
  - 2e du Mémorial Thijssen
  - 3e de la Wingene Koers
- 1979
  - 16ea étape du Tour d'Espagne
  - 3e du Circuit du Brabant central
- 1980
  - 2e du Grand Prix de la ville de Vilvorde
- 1981
  - Prologue du Tour des Pays-Bas
- 1982
  - 18e étape du Tour de France
  - 1re étape du Tour des Pays-Bas
  - 2e du Ronde van Midden-Zeeland
- 1983
  - Tour des Pays-Bas :
    - Classement général
    - 3eb étape (contre-la-montre par équipes)

  - 3e de la Gullegem Koerse
- 1985
  - 2e étape de Tirreno-Adriatico
  - 2eb étape du Tour de Luxembourg (contre-la-montre par équipes)
  - 2e de la Nielse Pijl
  - 3e du Tour des Pays-Bas
  - 3e de Veenendaal-Veenendaal
  - 10e du Circuit Het Volk
- 1987
  - 2e de la Puivelde Koerse

## Résultats sur les grands tours

### Tour de France
4 participations
- 1981 : 81e
- 1982 : 40e, vainqueur de la 18e étape
- 1984 : abandon (14e étape)
- 1985 : 88e

### Tour d'Espagne
1 participation
- 1979 : 48e, vainqueur de la 16ea étape

### Tour d'Italie
2 participations
- 1980 : hors délais (2e étape)
- 1986 : 93e